# Nosicz

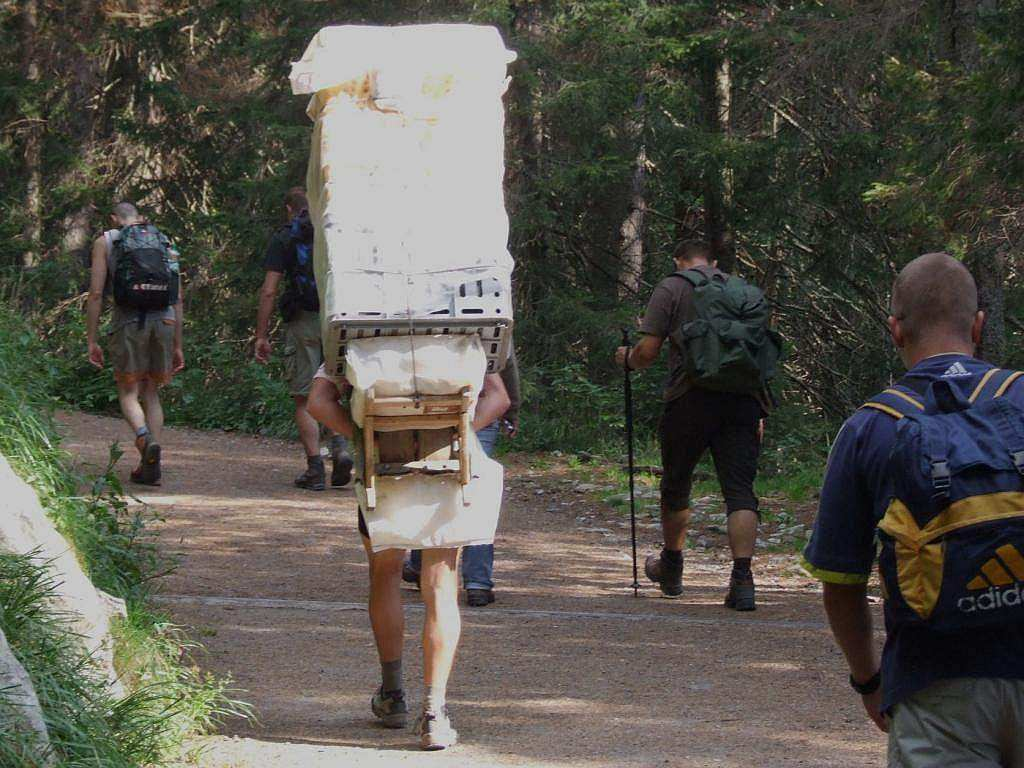
Nosicz

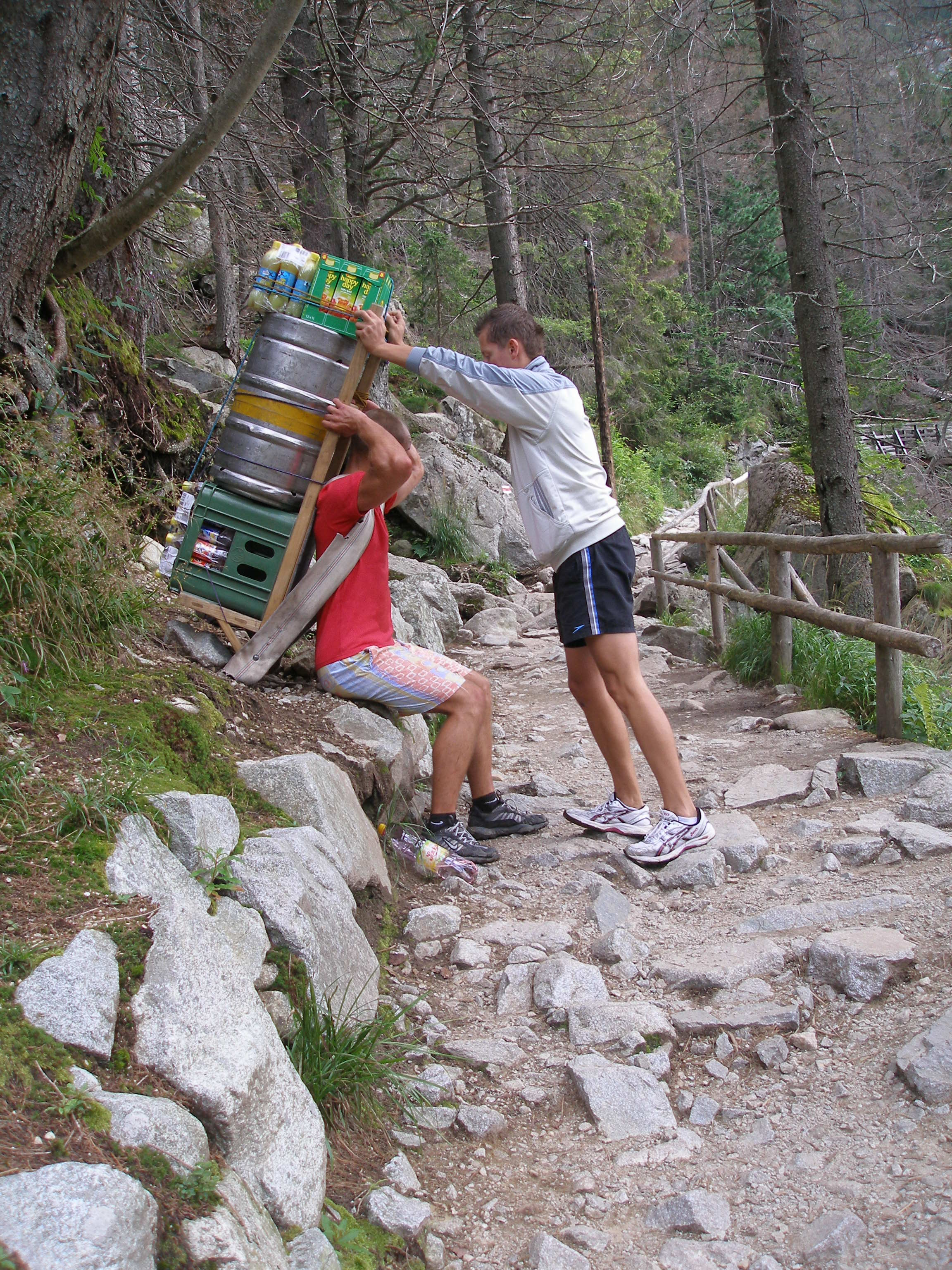

Nosicz (słow. nosič) – tatrzański tragarz charakterystyczny dla słowackiej części Tatr. Jest to osoba dostarczająca do schronisk górskich wszystko, co jest potrzebne do ich funkcjonowania, na przykład paliwo, wodę, jedzenie. Ładunki nosiczów ważą 60–80 kg, zarówno w lecie, jak i zimie. W drodze powrotnej natomiast znoszą oni w dół śmieci ze schronisk.
Schroniska słowackie cechuje to, że są położone w wysokich partiach gór, gdzie teren jest trudno dostępny dla pojazdów, więc całe zaopatrzenie dostarczają nosicze.

## Schroniska w Tatrach zaopatrywane przez nosiczów
- Schronisko pod Rysami 2250 m n.p.m. (słow. Chata pod Rysmi)
- Schronisko Téryego 2015 m n.p.m. (słow. Téryho chata)
- Schronisko Zbójnickie 1960 m n.p.m. (słow. Zbojnícka chata)
- Schronisko Zamkovskiego 1475 m n.p.m. (słow. Zamkovského chata)

Rekordowy ciężar, jaki udało się wnieść za jednym razem, to 207 kg (do Schroniska Zamkovskiego) – dokonał tego Laco Kulanga, chatar Schroniska Łomnickiego (Skalnatá chata). Najcięższy ładunek wniesiony natomiast do najwyżej położonego tatrzańskiego schroniska, Chaty pod Rysami, ważył 116 kg. Organizuje się zawody nosiczów, Šerpa Rallye, w których zawodnicy muszą pokonać trasę z 60-kilogramowym ładunkiem w jak najkrótszym czasie. Przykładowa trasa zawodów wiedzie ze Schroniska nad Popradzkim Stawem (1500 m n.p.m.) do Schroniska pod Rysami.
Również turyści mogą wnosić pakunki do schronisk. W niektórych węzłach szlaków turystycznych (np. przy Schronisku nad Popradzkim Stawem) znajdują się specjalnie przygotowane nosiłki z towarem. W zamian za wyniesienie ładunku (z reguły jest on dużo lżejszy niż ten noszony przez nosiczów) otrzymują oni coś w docelowym schronisku, na przykład herbatę.
Nosicze donoszą także towar do Schroniska Štefánika w Niżnych Tatrach.